# Medailon (povídka)
Medailon nebo také Medailón a Oválný portrét (v angličtině "The Oval Portrait") je povídka amerického spisovatele a literárního teoretika Edgara Allana Poea z roku 1843. Původní název zněl "Life in Death".
Je to jedna z nejkratších autorových povídek, při publikování v roce 1842 zabírala pouhé 2 strany. Obsahuje tato stěžejní témata:
- Monománie – přítomno též v povídkách "Berenice", "Muž davu".
- Smrt krásné dívky – přítomno též v povídkách "Ligeia", "Morella".

Příběh se odehrává na opuštěném ponurém zámku v Apeninách v Itálii. Vypravěč trpí vysokou horečkou a požije opium, přičemž si prohlíží obrazy visící na stěnách. Velmi jej zaujme portrét mladé ženy.

## Příběh
Vypravěč příběhu je sužován vysokou horečkou poté, co se uchýlí po bitce s bandity na ponurý opuštěný zámek v Apeninách v Itálii. Je zraněn a jeho sluha Pedro nechce, aby nocoval venku, a tak násilím vniknou do zámku. Je zřejmé, že zámek byl opuštěn teprve nedávno. Ubytují se v komnatě v jedné z věží.
Aby trochu utišil rozjitřené smysly, požije vypravěč opium. Nastupující účinek drogy v něm podnítí zájem o obrazy visící na stěnách pokojů a ve výklencích. Dá příkaz sluhovi, aby zapálil svíci a rozhrnul závěsy kolem zdobené postele. Chce odpočívat a přitom si prohlížet výtvarná díla, dokud neusne. Začte se do nalezené brožurky popisující vystavené umění.
Pozdě v noci je již unaven a chce zhasit svíci, když si povšimne portrétu mladé ženy. Obraz zapůsobí natolik živě, že z náhlého popudu na okamžik zavře oči. Sáhne po brožuře, aby si mohl přečíst historii k dílu.
Pojednání uvádí příběh mladé líbezné dívky, která zahoří vřelou láskou k nadanému malíři. Ten se rozhodne ji portrétovat, ačkoli ona nemá ráda malování, neboť ji okrádá o jejího milého. Přesto podstoupí portrétování. Malíř pracuje zaujatě mnoho dnů aniž by si všiml, že jeho ženu to unavuje a den ode dne slábne a umdlévá. Výtvarník je posedlý svým dílem, a když jej dokončí, vykřikne: „Toť vskutku život sám!“ Ohlédne se ke své milované - je mrtva. Její duše se přenesla do obrazu.

## Inspirace
- povídkou byl inspirován Oscar Wilde ve svém románu z roku 1891 Obraz Doriana Graye. 5 let před vydáním knihy Wilde chválil rytmické vyjádření E. A. Poea [2].
- podobná zápletka je též použita v povídce Nathaniela Hawthorna "Mateřské znaménko" [3]

## Česká a slovenská vydání
Česky či slovensky vyšla povídka v následujících sbírkách nebo antologiích:
Pod názvem Medailón:
- Jáma & kyvadlo a jiné fantastické příběhy (Nakladatelství XYZ, 2007)
- Jáma a kyvadlo a jiné povídky (Odeon 1975, 1978, 1987, 1988 a Levné knihy KMa 2002 [4])
- Zrádné srdce: Výbor z díla (Naše vojsko, 1959)

Pod názvem Oválný portrét:
- Fantastic Tales / Fantastické příběhy (Fragment, 2004)

Pod názvem Oválny portrét:
- (slovensky) Zlatý skarabeus (Tatran, 1967, 295 stran)

### Poznámka
V povídce se vyskytuje odkaz na tvorbu anglické spisovatelky Ann Radcliffové , představitelky gotického románu.